# Margot Kraneveldt
Margot Kraneveldt-van der Veen (Hilversum, 26 mei 1967) is een Nederlands politica. Ze was in drie perioden lid van de Tweede Kamer der Staten-Generaal. In 2003 maakte ze haar entree in het Nederlands parlement namens de Lijst Pim Fortuyn. In 2006 stapte ze over naar de Partij van de Arbeid, waarvoor ze in 2007 opnieuw in de Kamer kwam. Kraneveldt is sinds 2014 namens de PvdA lid van de gemeenteraad in Zoetermeer.

## Biografie
Kraneveldt studeerde na de middelbare school Duitse Taal en Letterkunde aan de Vrije Universiteit Amsterdam. Ze werkte hierna enige tijd als leraar Duits en als redacteur van diverse uitgeverijen.

### LPF-periode
In 2002 werd zij beleidsmedewerker van LPF-Kamerlid Vic Bonke. In 2003 kwam ze in de Tweede Kamer. Kraneveldt hield zich bezig met de beleidsterreinen onderwijs, cultuur, media, kinderopvang, emancipatie en familiezaken, en technologie- en wetenschapsbeleid. Samen met de PvdA-Kamerleden Mariëtte Hamer en Jeroen Dijsselbloem diende ze in 2004 een initiatiefvoorstel in over het opnemen van een verplichting aan scholen om bij te dragen aan de integratie van leerlingen in de Nederlandse samenleving. Dit voorstel werd aangenomen, en in 2005 wet. Ook diende ze in 2004 met Jacques Tichelaar (PvdA) en Arno Visser (VVD) een aangenomen motie in waarin gepleit werd voor meer marktwerking (waaronder variabel collegegeld en selectie aan de poort) in het hoger onderwijs.

### PvdA-periode
Op 4 juli 2006, in de nasleep van de val van het kabinet-Balkenende II, maakte Kraneveldt bekend per direct de fractie van de LPF te verlaten, en daarmee ook de Tweede Kamer. Directe aanleiding was het besluit van de LPF om het nieuwe minderheidskabinet van CDA en VVD te steunen waarin zij zich niet kon vinden. Kraneveldt sloot zich vervolgens aan bij de PvdA.
Bij de Tweede Kamerverkiezingen 2006 stond ze als 36e op de kandidatenlijst van de PvdA. Dit was te laag om direct gekozen te worden, maar toen een aantal Kamerleden van de PvdA toetrad tot het kabinet-Balkenende IV, keerde Kraneveldt op 1 maart 2007 alsnog terug in het parlement. In 2008 werd zij secretaris van de fractie van de PvdA. Daarnaast was zij achtste ondervoorzitter van de Tweede Kamer.
Voor de Tweede Kamerverkiezingen 2010 stond zij op de 34e plek van de PvdA-lijst, niet genoeg om haar werk in de Kamer voort te zetten. Op 10 april 2012 volgde ze John Leerdam op als tijdelijke vervanger van Sharon Dijksma, die op dat moment met zwangerschapsverlof was en op 8 mei terugkeerde.
Bij de Nederlandse gemeenteraadsverkiezingen 2014 werd Kraneveldt op 27 maart gekozen in de gemeenteraad van Zoetermeer. Ze werd voorzitter van de PvdA-fractie aldaar en nadien lijsttrekker bij komende verkiezingen. Saillant detail: Kraneveldt kwam haar oud-collega Hilbrand Nawijn ten tijde van de LPF tegen; nu als fractielid van zijn Lijst Hilbrand Nawijn.

## Persoonlijk
Kraneveldt is woonachtig in Zoetermeer. Ze is gehuwd en heeft één zoon.
- Parlement.com: vge7dtpk0lyx